# Veterinärer i Sverige
Veterinärer i Sverige, är en branschorganisation för veterinärer med cirka 250 medlemmar. Föreningens övergripande syfte är att tillvarata medlemmarnas yrkesmässiga, sociala och ekonomiska intressen i en partipolitiskt och fackligt obunden organisation. 
Föreningen har fungerat som remissinstans vid omorganiseringen av de veterinära myndigheterna.

## Historik
Föreningen bildades vid dess konstituerande möte den 9 november 2002 i Uppsala.

## Verksamhet enligt stadgar
- Utveckla etik, moral och kompetens inom den veterinära yrkesutövningen.
- Stödja och uppmuntra veterinära företagare.
- Verka för att en sund konkurrenssituation, med jämlika villkor, skapas för alla veterinärer i Sverige.
- Verka för att en oberoende veterinär tillsynsverksamhet garanteras; bland annat genom att arbeta för att myndighetsutövning skiljs från kommersiell verksamhet.
- Verka för att ett regelverk om jäv inom veterinär verksamhet inrättas.
- Verka för att utbildning i ledarskap och företagande ingår i veterinärutbildningen och att främja efterutbildning inom dessa områden.
- Stödja aktiv fortbildning av veterinärer i privat verksamhet.